# Kim Yeon-koung
Kim Yeon-koung (in coreano 김연경; Seul, 26 febbraio 1988) è una pallavolista sudcoreana, schiacciatrice dello Shanghai.

## Palmarès

### Club
- Campionato sudcoreano: 3

2005-06, 2006-07, 2008-09
- Campionato giapponese: 1

2010-11
- Campionato turco: 2

2014-15, 2016-17
- Coppa di Turchia: 3

2014-15, 2016-17, 2018-19
- Supercoppa turca: 3

2015, 2018, 2019
- / V.League Top Match: 1

2009
- Champions League: 1

2011-12
- Coppa CEV: 1

2013-14

### Nazionale (competizioni minori)
- Coppa asiatica 2008
- Coppa asiatica 2010
- Giochi asiatici 2010
- Coppa asiatica 2014
- Giochi asiatici 2014

### Premi individuali
- 2006 - V-League: MVP della Regular season
- 2006 - V-League: MVP dei play-off
- 2006 - V-League: MVP di dicembre
- 2006 - V-League: Miglior esordiente
- 2006 - V-League: Miglior realizzatrice
- 2006 - V-League: Miglior attaccante
- 2006 - V-League: Miglior servizio
- 2007 - V-League: MVP della Regular season
- 2007 - V-League: MVP dei play-off
- 2007 - V-League: MVP di gennaio
- 2007 - V-League: Miglior attaccante
- 2008 - V-League: MVP della Regular season
- 2008 - V-League: MVP di dicembre
- 2008 - V-League: Miglior attaccante
- 2009 - V.League Top Match: MVP
- 2009 - Campionato asiatico e oceaniano: Miglior realizzatrice
- 2009 - Grand Champions Cup: Miglior realizzatrice
- 2009 - V.Premier League: Miglior spirito combattivo
- 2009 - V.Premier League: Miglior realizzatrice
- 2009 - V.Premier League: Sestetto ideale
- 2010 - V.Premier League: MVP
- 2010 - V.Premier League: Sestetto ideale
- 2010 - Coppa asiatica: Miglior realizzatrice
- 2010 - Coppa asiatica: Miglior attaccante
- 2011 - Campionato asiatico e oceaniano: Miglior realizzatrice
- 2011 - Campionato asiatico e oceaniano: Miglior attaccante
- 2012 - Champions League: MVP
- 2012 - Champions League: Miglior realizzatrice
- 2012 - Giochi della XXX Olimpiade: MVP
- 2012 - Giochi della XXX Olimpiade: Miglior realizzatrice
- 2013 - Campionato asiatico e oceaniano: Miglior realizzatrice
- 2013 - Campionato asiatico e oceaniano: Miglior servizio
- 2014 - Coppa CEV: MVP
- 2014 - Voleybol 1. Ligi: Miglior realizzatrice
- 2014 - Voleybol 1. Ligi: Miglior attaccante
- 2014 - Coppa asiatica: Miglior opposto
- 2015 - Supercoppa turca: MVP
- 2015 - Voleybol 1. Ligi: MVP
- 2015 - Voleybol 1. Ligi: Miglior realizzatrice
- 2015 - Voleybol 1. Ligi: Miglior attaccante
- 2015 - Campionato asiatico e oceaniano: Miglior schiacciatrice
- 2016 - Champions League: Miglior schiacciatrice
- 2016 - Voleybol 1. Ligi: Miglior schiacciatrice
- 2017 - Campionato asiatico e oceaniano: Miglior schiacciatrice
- 2019 - Campionato asiatico e oceaniano: Miglior schiacciatrice
- 2019 - Campionato mondiale per club: Miglior schiacciatrice